# Hobbersdorfer Gehege und Brammersöhlen
Hobbersdorfer Gehege und Brammersöhlen este o arie protejată (arie specială de conservare — SAC, sit de importanță comunitară — SCI) din Germania întinsă pe o suprafață de 167 ha, integral pe uscat.

## Localizare
Centrul sitului Hobbersdorfer Gehege und Brammersöhlen este situat la coordonatele 53°57′30″N 10°41′38″E / 53.9583°N 10.6939°E.

## Înființare
Situl Hobbersdorfer Gehege und Brammersöhlen a fost declarat sit de importanță comunitară în septembrie 2004 pentru a proteja 1 specie de animale. Situl a fost protejat și ca arie specială de conservare în ianuarie 2010.

## Biodiversitate
Situată în ecoregiunea continentală, aria protejată conține 2 habitate naturale: Păduri de fag Asperulo-Fagetum, Păduri aluvionare cu Alnus glutinosa și Fraxinus excelsior (Alno-Padion, Alnion incanae, Salicion albae).
La baza desemnării sitului se află o specie protejată de  păsări: ciocănitoarea de stejar (Dendrocopos medius)
Pe lângă speciile protejate, pe teritoriul sitului au mai fost identificate 4 specii de plante, 4 specii de mamifere.